# Głos Ziemi Oświęcimskiej
Głos Ziemi Oświęcimskiej là một tạp chí Ba Lan ra mắt từ trước trước chiến tranh, phản ánh cuộc sống người dân quận Oświęcimski. Số đầu tiên của tạp chí xuất bản từ những năm 1930. Năm 1991, Hội đồng thành phố Oświęcim quyết định tiếp tục xuất bản tạp chí định kỳ với nội dung lịch sử. Cho đến năm 2003, tạp chí xuất bản theo chu kỳ hai tuần một lần. Từ năm 2004, tạp chí xuất bản mỗi tháng một lần.
Tháng 5 năm 2008, tạp chí thay đổi bố cục, định dạng (A3), số lượng phát hành (16.000). Giao hàng miễn phí trong vòng 6 ngày làm việc kể từ ngày cấp cho các căn hộ, nhà riêng trên địa bàn thành phố và có tại:
- Tòa thị chính Oświęcim
- Trung tâm văn hóa Oświęcim
- Bảo tàng "Lâu đài tại Oświęcim"
- Trung tâm Họp mặt Quốc tế Thanh niên
- Trung tâm Do Thái
- Trung tâm Đối thoại và Cầu nguyện
- Trung tâm Giải trí và Thể thao Thành phố
- Trung tâm Thông tin du lịch
- Thư viện công cộng thành phố Łukasza Górnicki tại Oświęcim.

Hơn nữa, ấn bản hiện tại của tạp chí (dưới định dạng tệp pdf) có sẵn trên trang web của Trung tâm Văn hóa Oświęcimski trong tab e-Głos Ziemia Oświęcimskiej .
Tổng biên tập tạp chí là Dariusz Maciborek, một nhà báo của đài RMF FM và là người sáng lập Lễ hội vì hòa bình (Festiwalu dla Pokoju).